# Renaissance FC Abéché
Der Renaissance FC Abéché ist ein tschadischer Fußballverein aus Abéché.
Der Verein hatte in den 1990er Jahren seine größten Erfolge. 1994 und 1999 gewannen sie Championnat National (Tschad) sowie 1993 und 1996 den Coupe du Tschad. Durch politische Unruhen im Land sowie die knappen finanziellen Möglichkeiten nahmen sie 1994 nur einmal an den afrikanischen Wettbewerb teil. Nach der 0:13-Niederlage gegen Mbilinga FC aus Gabun verzichteten sie auf das Rückspiel.

## Statistik in den CAF-Wettbewerben
| Wettbewerb                    | Runde    | Gegner      | Hinspiel | Rückspiel |
| ----------------------------- | -------- | ----------- | -------- | --------- |
| African Cup Winners’ Cup 1994 | 1. Runde | Mbilinga FC | 0:13 (A) | *         |